# 3433 Fehrenbach
A 3433 Fehrenbach (ideiglenes jelöléssel 1963 TJ1) a Naprendszer kisbolygóövében található aszteroida. Indianai Egyetem fedezte fel 1963. október 15-én.